# Bonnet
Bonnet er en landsby i det nordlige Vestjylland med 205 indbyggere i byområdet (2014). Den lille stationsby er beliggende syv kilometer sydvest for Lemvig.
Landsbyen ligger i Region Midtjylland og hører under Lemvig Kommune. Bonnet er beliggende i Ramme Sogn.
Bonnet Station er station på Lemvigbanen.